# Säby Västerskog
Säby Västerskog este o arie protejată (arie specială de conservare — SAC, sit de importanță comunitară — SCI) din Suedia întinsă pe o suprafață de 21 ha, integral pe uscat.

## Localizare
Centrul sitului Säby Västerskog este situat la coordonatele 58°15′03″N 15°45′51″E / 58.2508°N 15.7641°E.

## Înființare
Situl Säby Västerskog a fost declarat sit de importanță comunitară în decembrie 1995 pentru a proteja 1 specie de plante. Situl a fost protejat și ca arie specială de conservare în martie 2011.

## Biodiversitate
Situată în ecoregiunea boreală, aria protejată conține 1 habitat natural: Taiga vestică.
La baza desemnării sitului se află o specie protejată de  plante: Buxbaumia viridis.